# Vắc-xin COVID-19 Janssen
Vắc xin Janssen COVID-19 hoặc vắc xin Johnson & Johnson COVID-19 là vắc-xin COVID-19 được công ty Janssen Vaccines ở Leiden, Hà Lan, và công ty mẹ Janssen Pharmaceuticals của Bỉ phát triển. Công ty mẹ Janssen Pharmaceuticals là công ty con của công ty Mỹ Johnson & Johnson.
Đây là loại vắc-xin vector virus dựa trên virus Adeno ở người đã được sửa đổi để chứa gen tạo ra protein gai bề mặt của virus SARS-CoV-2 gây ra COVID-19. Hệ thống miễn dịch của cơ thể phản ứng với protein gai này để tạo ra kháng thể. Vắc xin này chỉ cần một liều và không cần bảo quản đông lạnh.
Các thử nghiệm lâm sàng cho vắc xin này đã được bắt đầu vào tháng 6 năm 2020, với giai đoạn thử nghiệm III áp dụng trên khoảng 43.000 người. Vào ngày 29 tháng 1 năm 2021, Janssen thông báo rằng 28 ngày sau khi tiêm chủng hoàn thành, vắc xin này có hiệu quả 66% trong chế độ một liều dùng trong việc ngăn ngừa COVID-19 có triệu chứng, với hiệu quả 85% trong việc ngăn ngừa biến chứng COVID-19 nghiêm trọng, và hiệu quả 100% trong việc ngăn ngừa nhập viện hoặc tử vong do bệnh này gây ra.